# Долина Смерті (телесеріал)
«Долина Смерті» (англ. Death Valley) — псевдокументальний комедійний телесеріал з елементами чорного гумору та жаху, що транслювався на MTV. Прем'єра відбулася 29 серпня 2011 р. Сюжет оповідає про Оперативну групу мислиців за нежиттю (англ. Undead Task Force), новостворений відділ поліції Лос-Анджелеса. Знімальна група новин слідкує та записує події у документальному стилі про боротьбу з монстрами, що бродять по вулицях Сан-Фернандо в Каліфорнії. У березні 2012 р. оголошено про закриття телесеріалу після першого сезону.

## Сюжет
Дія серіалу відбувається в долині Сан-Фернандо в Каліфорнії, яку наповнили різні чудовиська — зомбі, вампіри, перевертні тощо. Причина їх появи нікому поки невідома, влада намагається її дізнатися. Тим часом, місцеве поліцейське відділення, спеціальний відділ по боротьбі з нечистю, займається винищенням нежиті у своєму місті, отримуючи від цього задоволення.

## Ролі
- Брайан Каллен — капітан Френк Дешелл
- Чарлі Сандерс — офіцер Джо Стабек
- Брайс Джонсон — офіцер Біллі Пірс
- Кейті Лотц — офіцер Кірстен Лендрі
- Таня Реймонд — офіцер Карла Рінальді
- Тексес Бетл — офіцер Джон «Джон-Джон» Джонсон

## Критика
На сайті IMD рейтинг телесеріалу становить 7.6 з 10.